# Schefflera platyphylla
Schefflera platyphylla är en araliaväxtart som beskrevs av Elmer Drew Merrill. Schefflera platyphylla ingår i släktet Schefflera och familjen araliaväxter. Inga underarter finns listade.